# 迈索隆吉翁
迈索隆吉翁（希臘語：Μεσολόγγι），又译为迈索隆吉，是希腊西希腊大区埃托洛阿卡纳尼亚专区的市镇，及该专区的首府。位于所属专区南部，帕特雷湾北岸。市镇面积为680.4平方公里，2021年人口数量为32,048人。
现今范围的市镇设立于2011年地方政府改革中，由原3个市镇合并而成，而原市镇则称为新市镇的3个市区。迈索隆吉翁市区（即原迈索隆吉翁市镇）的面积为280.168平方公里，2021年人口数量为17,440人。
希腊独立战争期间，该地曾为起义军总部，故也被称作圣城迈索隆吉翁（Ιερά Πόλις Μεσολογγίου）。1824年4月19日，英国著名诗人拜伦在支持希腊人民独立战争的过程中不幸患病，病逝于该地。

## 历史
迈索隆吉翁辖区境内西北一带虽然有古代城邦普列隆（Pleuron）的遗址，该城在荷马史诗中出兵参加特洛伊战争，并于公元前234年被马其顿的德米特里二世所摧毁，但现代的迈索隆吉翁的前身最早是由威尼斯人保罗·帕鲁塔（Paolo Paruta）在描述勒班陀海战时提到，因为海战就发生在迈索隆吉翁附近。迈索隆吉翁（Messolonghi）这个名字一般被认为是来自意大利语的mezzo（中央）和laghi（湖），也就是“在湖中心”的意思，也有另一种说法认为第一个部分是意大利语messo，也就是“为湖水所围绕的地方”。
这个小城渐渐成为了区域性的渔业和贸易中心，并于1684年为威尼斯占领，但在1699年摩里亚战争结束后的卡洛维茨条约中被交还给了奥斯曼帝国。1770年的奥尔洛夫起事（Ορλωφικά）中，迈索隆吉翁也加入了反抗奥斯曼的行列，但很快便被奥斯曼帝国所镇压。
1821年5月20日，迈索隆吉翁反抗奥斯曼帝国，并在整个希腊独立战争期间都是希腊起义军的总部。1825年4月15日，易卜拉欣帕夏率军三万与雷西德·默罕默德帕夏（Reşid Mehmed Paşa）所率领的一万军队再次围攻迈索隆吉翁，在由于迈索隆吉翁的居民的抵抗而导致的惨重损失之后，于1826年10月，奥斯曼军重新占领迈索隆吉翁。迈索隆吉翁因此在之后获得了“圣城迈索隆吉翁”的称号。

## 人口数据
| 年份 | 同名城市 | 同名市区 | 整个市镇 |
| ---- | -------- | -------- | -------- |
| 1981 | 11,375   | -        | -        |
| 1991 | 10,916   | 16,859   | -        |
| 2001 | 13,791   | 17,988   | -        |
| 2011 | 14,386   | 18,482   | 34,416   |
| 2021 | 13,965   | 17,440   | 32,048   |